# Metro v Miami

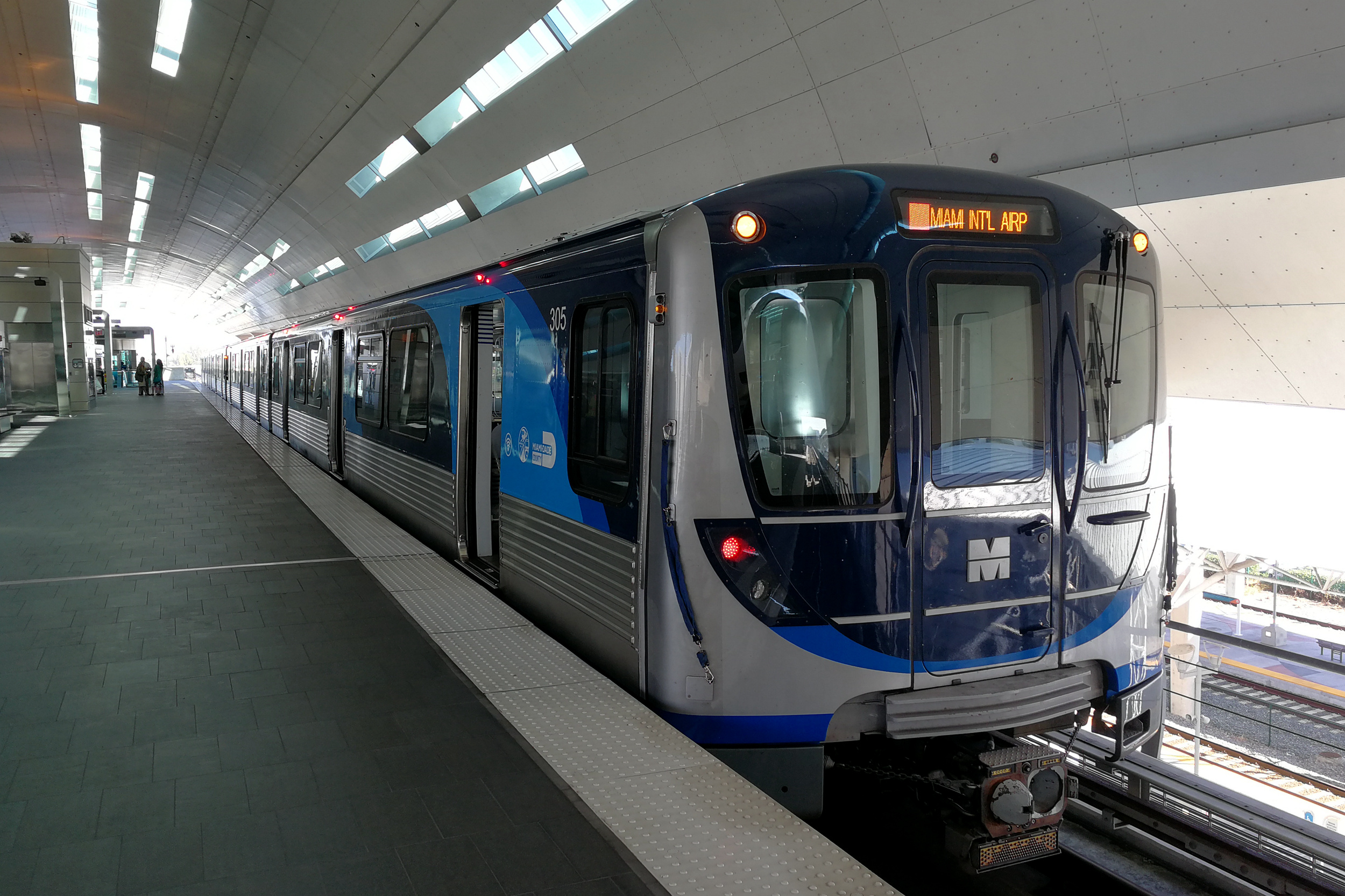
Souprava metra ve stanici Miami International Airport

Americké město Miami má síť metra zvanou Metrorail. Je to jediný systém metra na území státu Florida, má 23 stanic a je dlouhý 39 kilometrů. Denně ho využívá asi 70 000 lidí. Byl otevřen v roce 1984. Metro je vedeno převážně nad zemí, na viaduktech. Z některých stanic je možný přestup na Tri-Rail: systém regionálních vlaků v Miami.
Spojuje centrum Miami s letištěm s miamským čtvrtěmi Health District, The Roads, Dadeland, Kendall nebo Brickell a metro taktéž zajíždí do okolních měst Coral Gables a South Miami.

Mapka metra v Miami

## Linky
Ve většině úseků jede více linek najednou.

### Zelená linka
Nejdelší linka miamského metra, na které jsou tyto stanice: Dadeland South – Dadeland North – South Miami – University – Douglas Road – Coconut Grove – Vizcaya – Brickell – Government Center – Historice Owertown/Lyric Theatre – Culmer – Civic Center – Santa Clara – Allapattah – Earlington Heights – Brownsville – Dr. Martin Luther King Jr. Plaza – Northside – Tri Rail* – Hialeah – Okeechobee – Palmetto

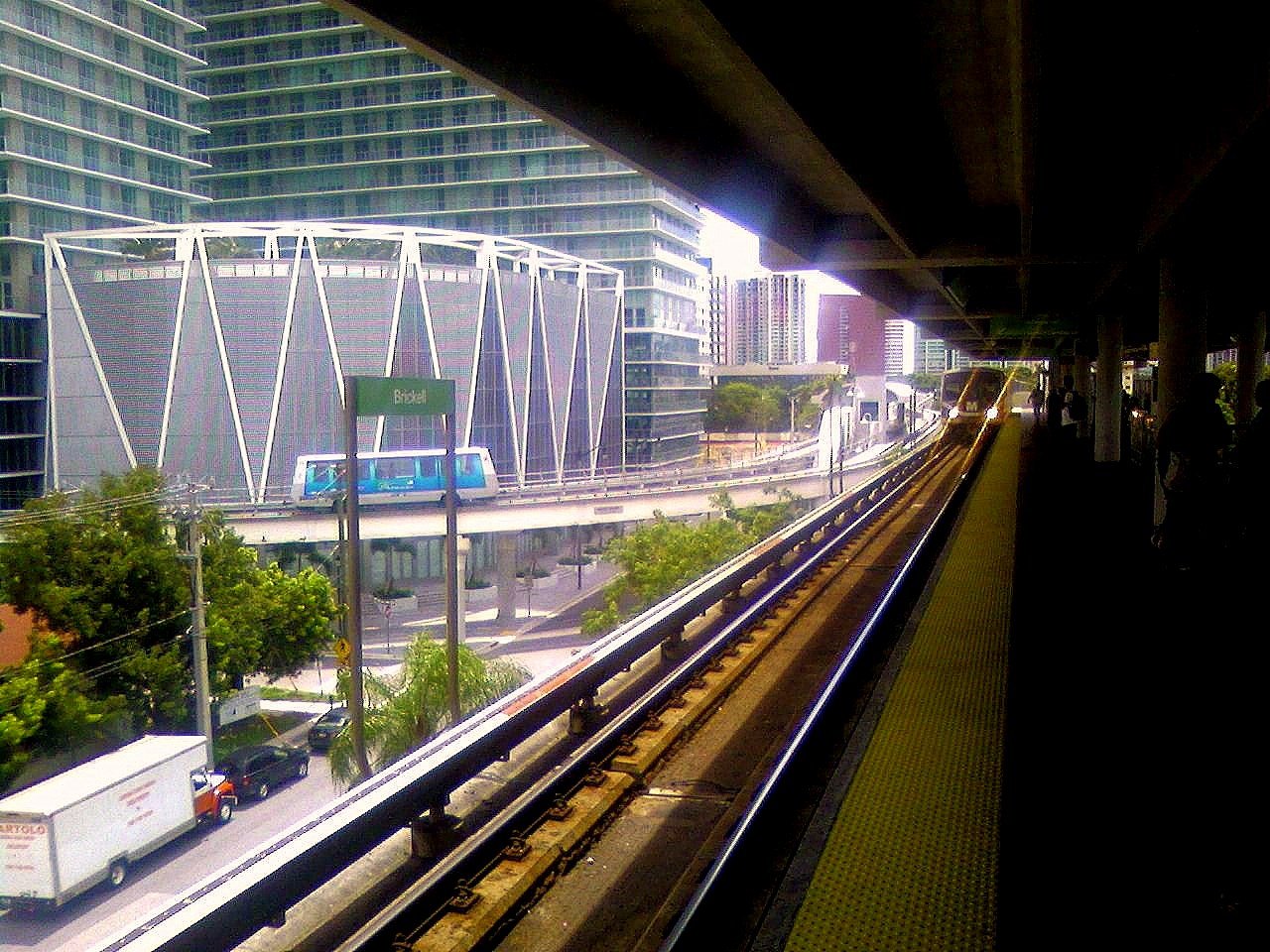
Stanice Brickell

* přestup na Tri Rail

### Oranžová linka
Ve všech stanicích je souběžná se zelenou linkou, od které se odděluje ve stanici Earlington Heights a jede na Mezinárodní letiště Miami, kde končí. Stanice oranžové linky: Dadeland South – Dadeland North – South Miami – University – Douglas Road – Coconut Grove – Vizcaya – Brickell – Government Center – Historice Owertown/Lyric Theatre – Culmer – Civic Center – Santa Clara – Allapattah – Earlington Heights – Miami International Airport*
* přestup na Tri-Rail

### Downtown express
Expresní linka označená modrou barvou, jezdící pouze v úseku, kde je zelená a oranžová linka souběžná. Spojuje centrum Miami s jihem Miami a nezastavuje ve všech stanicích kterými projíždí. Stanice Downtown expressu: Dadeland South – Dadeland North – Brickell – Government Center